# Матикайнен-Калльстрём, Марьо
Марьо Туулеви Матикайнен-Калльстрём (фин. Marjo Tuulevi Matikainen-Kallström; род. 3 февраля 1965 года в Лохье, Финляндия) — финская лыжница, олимпийская чемпионка 1988 года и трёхкратная чемпионка мира. Трехкратная обладательница Кубка мира (сезоны 1985/86, 1986/87, 1987/88). Спортсмен года в Финляндии в 1986, 1987, 1989 годах. С 1996 года - действующий политик.

## Спортивная карьера
Марьо Матикайнен впервые дебютировала на взрослом мировом уровне в сезоне 1983/1984 годов на Олимпиаде в Сараево. Вместе с подругами по команде во главе с лидером Кубка мира Марьей-Лийсой Кирвесниеми завоевала бронзу в эстафете на этих Играх. В личной гонке на 5 км классикой была 22-й.
На Кубке мира полноценно начала выступать в сезоне 1984/1985 годов. Ни разу по ходу сезона не добилась призовых мест, но по набранным очкам заняла 36 место в итоговой классификации.
С сезона 1985/1986 годов  Матикайнен возглавила зачет Кубка мира. В острой борьбе с норвежскими лыжницами она выиграла две индивидуальные гонки, один раз была второй и один раз третьей на этапах Кубка мира.
В сезоне 1986/1987 годов её лидерство в Кубке мира продолжилось. Главными конкурентками Матикайнен в борьбе за Большой Хрустальный глобус в этом сезоне стали Анфиса Резцова из СССР и команда норвежских лыжниц. На этапах Кубка мира финка выигрывает две личные гонки и один раз занимает второе место. Вторую половину сезона Матикайнен провела очень сильно и сумела обеспечить отрыв от Резцовой (2 место в зачете) в 30 очков. На чемпионате мира в Обесдорфе  впервые становится чемпионкой (выиграла индивидуальную гонку на 5 км классикой), выиграла также серебро в гонке на 10 км классикой и была четвёртой в гонке на 20 км коньком.
В сезоне 1987/1988 годов Матикайнен в третий раз подряд выигрывает Большой Хрустальный глобус. Она на пике формы подходит к главным стартам - Олимпиаде в Калгари. На Олимпиаде в острейшей борьбе с новой плеядой советских лыжниц Матикайнен становится олимпийской чемпионкой в гонке на 5 км классикой. Завоевывает также две бронзы - в эстафете и в гонке на 10 км классикой.
Сезон 1988/1989 годов стал последним в спортивной карьере гонщицы. На этапах Кубка мира стали доминировать молодые советские спортсменки во главе с новым лидером Кубка мира Еленой Вяльбе. Но Матикайнен смогла подвести пик спортивной формы к чемпионату мира в Лахти. На этом чемпионате она завоевала медали во всех видах программы. Лыжница стала чемпионкой в гонке 15 км классикой и в эстафете (только большой временной задел позволил финке на последнем этапе эстафеты удержать преимущество перед Еленой Вяльбе, которая стремительно приближалась к ней и практически настигла на финише). Завоевала также серебро на 10 км коньком, уступив только Вяльбе. Была третьей в марафоне на 30 км, где вновь первенствовала Вяльбе, а второй была Лариса Лазутина. Бронза досталась финке также в гонке на 10 км классикой.
В этом сезоне Матикайнен после трех предыдущих триумфальных сезонов на Кубке мира занимает в итоговой классификации только 11 место и решает  после удачного чемпионата мира  уйти из профессионального спорта.
Итогом профессиональной карьеры стали 7 побед и 15 подиумов на Кубке мира.

## Итоговая позиция в Кубке мира по лыжным гонкам
| Сезон   | Место | Очки |
| ------- | ----- | ---- |
| 1984/85 | 36.   | 16   |
| 1985/86 | 1.    | 107  |
| 1986/87 | 1.    | 127  |
| 1987/88 | 1.    | 107  |
| 1988/89 | 11.   | 54   |

## Образование и работа
В 1992 году закончила учёбу в Технологическом университете Хельсинки. В 1989-96 годах работала в промышленной сфере.

## Политическая карьера
С 1996 года Матикайнен становится политиком. В период 1996-2004 годов в течение двух сроков имела мандат в Европейском парламенте.
В 2003 году избрана в состав Эдускунта (однопалатный парламент Финляндии) от правоцентристской политической партии Национальная коалиция. Переизбиралась в 2007 и 2011 годах.
С 2000 года также является членом президиума Финского олимпийского комитета.

## Семья
Муж с 1995 года — Арне Маттис Калльстрём. У них трое детей. Проживает в Эспоо, где с 2005 года является членом городского совета.

## Награды
- Кавалер 1 класса с пряжкой ордена Льва Финляндии (6 декабря 2017 года)[4].
- Кавалер 1 класса ордена Льва Финляндии (6 декабря 2008 года)[4].